# Oktay Rifat
Oktay Rifat (ab 1934: Oktay Rifat Horozcu; * 10. Juni 1914 in Trabzon; † 18. April 1988 in Istanbul) war ein türkischer Jurist und Schriftsteller.
Während seiner Oberschulzeit in Ankara freundete er sich mit Orhan Veli und Melih Cevdet an, mit denen er die Dichter-Gruppe Garip (fremdartig) gründete. Er studierte Jura in Paris. Nach seiner Rückkehr in die Türkei arbeitete er als Rechtsanwalt und Angestellter im staatlichen Presse- und Rundfunkbüro in Ankara. Zusammen mit Orhan Veli beteiligte er sich im Mai 1950 an einem Solidaritätshungerstreik zur Unterstützung des inhaftierten Nâzım Hikmet. Rifat bekannte sich zeitlebens zum Sozialismus.
Zusammen mit seinen Freunden entwickelte er einen eigenen Stil, der die herkömmlichen Stilelemente türkischer Literatur überwindet und volkstümliche sowie surrealistische Elemente einbindet. Nach dem Tod Orhan Velis 1950 wandte sich Oktay Rifat anderen modernen literarischen Strömungen zu. Neben Gedichten schrieb er auch Theaterstücke.
Ein bekanntes Gedicht von Oktay Rifat ist „Das Brot und die Sterne“.

## Auszeichnungen
- 1980: Sedat-Simavi-Preis für Literatur